# Thierry Gosset
Pour les articles homonymes, voir Gosset.
Thierry Gosset, né à Moulins le 11 juin 1955 est un essayiste et poète français. Il a aussi été directeur de collection .

## Biographie

### Inspirations
Thierry Gosset a été fortement marqué par Roland Barthes dont il fut ami et élève au Collège de France.
Esprit indépendant, il a le goût des voyages et des rencontres.  La Creuse, pays de la mesure, a imprégné sa pensée.
La poésie et la philosophie sont pour lui une source d'inspiration littéraire importante. Il fait souvent référence à des auteurs tels que Pascal, Joseph Joubert et Philippe Jaccottet.
L'éclectisme de Thierry Gosset intègre des artistes contemporains aussi différents que Thelonious Monk, Pink Floyd, Terry Riley, ou encore Leo Kottke.
L'art numérique de Miguel Chevalier lui inspire des méditations savoureuses sur des sujets comme le fractal et le neutre, thème typiquement barthésien.
Il fut dès le début membre de l'Association Louis Lavelle, philosophe à qui il accorde dans son livre Pour toute la saveur du monde une place importante.
Traducteur de plusieurs livres, il a par ailleurs contribué à l'adaptation et à la traduction d'ouvrages pour la jeunesse.

Le dessin et la photographie sont chez lui une passion.

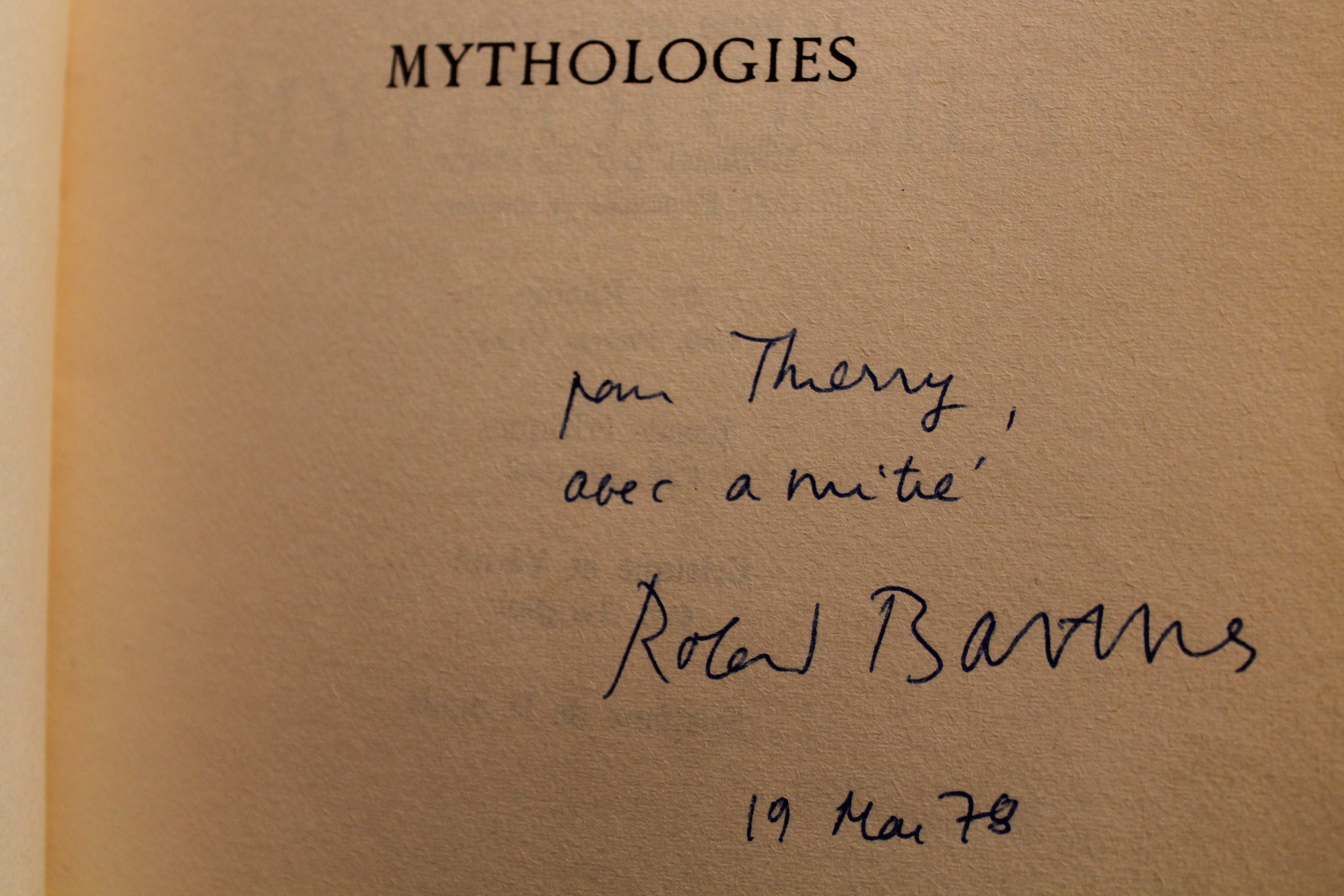
Envoi autographe de Roland Barthes à Thierry Gosset sur Mythologies, Paris, Éditions du Seuil, 1957.

## Regards sur l'œuvre

### Essais et articles
Il est l'auteur d'une anthologie de textes de femmes mystiques en trois volumes parue aux éditions La Table Ronde (1995).  
Cette anthologie, traduite en plusieurs langues, a reçu un accueil très favorable de la part des médias,, .
L'auteur a plus récemment participé à la rédaction du dictionnaire Les femmes mystiques, éditions Robert Laffont (2013).
Signalons également son essai Pour toute la saveur du monde (éditions Le Grand Souffle, 2006). 
Cet ouvrage est une invitation à découvrir la saveur par de multiples approches : marche, plaisirs culinaires, littérature, haïku,, musique... voyages et rencontres.
La poétique de l'espace de Gaston Bachelard marque de son atmosphère intimiste la pensée de l'auteur.
Dans la revue des moines de Saint-Benoît-sur-Loire, Renaissance de Fleury, Thierry Gosset a écrit à la mort de Jean Guitton un article intitulé : « Un philosophe dans sa vallée ». Le titre fait écho à l'ouvrage du philosophe creusois, Une mère dans sa vallée.
Par ailleurs, il a rédigé l’avertissement du livre de Jean Mansir A la Croisée des chemins. Les peintures de Jean Guitton illustrant l'ouvrage sont exposées à l'église Saint-Louis des Invalides.
Les Cahiers Bourbonnais ont publié en août 2015 un article de Thierry Gosset sur Jacques Chevalier. Il a fait ressortir la vocation pédagogique et poétique du philosophe, auteur d'une monumentale Histoire de la Pensée. 
Pour le numéro automne 2015 des Cahiers Bourbonnais, il a rédigé un article intitulé : Une amitié : Jean Guitton et Jacques Chevalier, il présente de manière vivante et contrastée les relations du maître et du disciple.
Jean Guitton, que Thierry Gosset a connu enfant, lui a fait découvrir le génie philosophique et le grand talent de pédagogue de son maître.
Le 15 septembre 2017, s'est tenue une journée d'étude aux Archives nationales à Pierrefitte-sur-Seine sur le thème : Jacques Chevalier, un philosophe dans le monde (1882-1962). Thierry Gosset a donné une conférence sur : Jacques Chevalier un poète en philosophie. 
Il est aussi rédacteur au magazine L'Amour des livres.

### Éditeur
Les éditions Philippe Lebaud-Le Félin ont publié en 1999 sous sa direction trois monographies sur des départements français : l'Allier avec Jacqueline Pelletier Doisy, les Alpes-Maritimes avec Jean Onimus, et enfin l'Isère avec Sylvie Fabre G. et une préface Christian Bobin.
Thierry Gosset a participé à la réédition de deux ouvrages de Louis Lavelle aux Éditions Bartillat : 
- Quatre saints, sous le titre De la sainteté, 1993.
- La Conscience de Soi, avec une Préface de Jacques de Bourbon Busset, 1993.

### Ouvrages
- Ouvrage collectif : Les femmes mystiques, Éditions Robert Laffont 2013.
- Pour toute la saveur du monde, éditions Le Grand Souffle 2006.
- Les femmes mystiques, Éditions de la Table ronde, Époque moderne XVe - XVIIIe siècles 1995 ; Époque médiévale 1996 ; Époque contemporaine XIXe - XXe siècles 1998.

### Préfaces
- Famille Gosset, aquarelles d'Alain Delteil. Burons de l'Aubrac, valeurs d'itinérance, éditions de la Flandonnière 2022.

### Articles
- « Un philosophe dans sa vallée », Renaissance de Fleury, no 192, décembre 1999, p. 3-5.
- « Un philosophe dans la forêt », Les Cahiers Bourbonnais, no 232, été 2015, p. 71-78.
- « L'écheveau d'une amitié, les relations de Jean Guitton et de Jacques Chevalier », Les Cahiers Bourbonnais, no 233, automne 2015, p. 62-72.

### Contes
- « La forêt impatiente de revoir les promeneurs », Médiathèque de Saint Germain en Laye[14].

- « Les vaches en fête ! », Anne Gosset[15].

### Traductions
- La Nativité, Martin Wilson, Sue Faulks, traduction de l'anglais par Thierry Gosset, Éditions Médiaspaul, 1999.
- Le plus petit ange de Dieu : l'histoire d'un petit ange, ou comment Dieu prépare un grand miracle, texte de Linda Parry ; ill. par Alan Parry ; trad. par Thierry Gosset, éditions Paris : Médiaspaul, 1998.
- Flocon le petit mouton dans l'arche de Noé, texte de Linda Parry ; ill. par Alan Parry ; trad. par Thierry Gosset et Annick Lalucq, éditions Paris : Médiaspaul, 1998.
- Flocon le petit mouton s'est perdu, texte de Linda Parry ; ill. par Alan Parry ; trad. par Thierry Gosset et Annick Lalucq, éditions Paris : Médiaspaul, 1998.

### Adaptation
- À la rencontre de Jésus, texte de Ignasi Ricart ; ill. María Rius ; adapté par Thierry Gosset, éditions Paris : Médiaspaul, 1999.